# Carolina de Stolberg-Gedern
Carolina de Stolberg-Gedern - Caroline zu Stolberg-Gedern (alemany) - (Gedern, 27 de juny de 1732 - Langenburg, 28 de maig de 1796) era filla del príncep Frederic Carles de Stolberg-Gedern (1693-1767) i de Lluïsa Enriqueta de Nassau-Saarbrücken (1705-1766). El 13 d'abril de 1761 es va casar amb Cristià Albert de Hohenlohe-Langenburg
(1726-1789), fill de Lluís de Hohenlohe-Langenburg (1696-1765) i de la comtessa Elionor de Nassau-Saarbrücken (1707-1769). El matrimoni va tenir set fills:
- Carles Lluís (1762-1825), casat amb la comtessa Amàlia Enriqueta de Solms-Baruth (1768−1847).
- Lluïsa Elionor (1763-1837), casada amb el duc Jordi I de Saxònia-Meiningen.
- Gustau Adolf (1764-1796).
- Cristina Carolina (1765-1768).
- Lluís Guillem (1767-1768).
- Cristià August (1768-1796).
- Carolina (1769-1803).